# اوله کیرک کریستیانسن
اوله کیرک کریستیانسن (به دانمارکی: Ole Kirk Christiansen) (زاده ۷ آوریل ۱۸۹۱ - درگذشته ۱۱ مارس ۱۹۵۸) کارآفرین و نجار دانمارکی بود، که در سال ۱۹۳۲ گروه لگو را تأسیس نمود.